# Danko Jones
A Danko Jones kanadai rockegyüttes Torontóban alakult 1996-ban, és az énekes/gitáros Danko Jones nevét viseli.

## Története
Első EP-jüket 1998-ban adták ki, melyet egy évvel később, 1999-ben követett a második. Karrierjük kezdetén még inkább csak koncerteztek. Első nagylemezüket 2002-ben jelentették meg. Különlegesség, hogy az együttes eredetileg nem is tervezett albumokat kiadni, inkább a koncertezéssel szerzett hírnévre építettek. Lemezkiadójuk a Bad Taste Records.

## Tagok
Jelenlegi felállás
- Danko Jones – ének, gitár
- John Calabrese – basszusgitár
- Rich Knox – dob

Korábbi tagok
- Michael Kari Kari – dob (1996–1998)
- Gavin Brown – dob (1998–1999)
- Niko Quintal – dob (1999–2000)
- Damon Richardson – dob (2000–2006)
- Dan Cornelius – dob (2006–2011)
- Atom Willard – dob (2011–2013)

## Diszkográfia
Stúdióalbumok
- Born a Lion (2002)
- We Sweat Blood (2003)
- Sleep is the Enemy (2006)
- Never Too Loud (2008)
- Below the Belt (2010)
- Rock and Roll is Black and Blue (2012)
- Fire Music (2015)
- Wild Cat (2017)
- A Rock Supreme (2019)
- Power Trio (2021)

EP-k
- Danko Jones (1998)
- My Love is Bold (1999)
- Mouth to Mouth (2011)

Válogatáslemezek
- I'm Alive and On Fire (2001)
- B-Sides (2009)
- This Is Danko Jones (2009)
- Garage Rock! – A Collection of Lost Songs 1996-1998 (2014)